# Stylidium capillare
Stylidium capillare este o specie de plante dicotiledonate din genul Stylidium, familia Stylidiaceae, ordinul Asterales, descrisă de Robert Brown. Conform Catalogue of Life specia Stylidium capillare nu are subspecii cunoscute.